# Nové Podhradí
Nové Podhradí, bis 1948 Nový Kaltštejn (deutsch Neu-Kaltenstein), ist eine Grundsiedlungseinheit der Gemeinde Černá Voda in Tschechien. Sie liegt vier Kilometer östlich von Žulová und gehört zum Okres Jeseník.

## Geographie
Die Streusiedlung erstreckt sich zwischen den Bächen Mariánský potok und Hagewasser in der Žulovská pahorkatina (Friedeberger Hügelland). Nordöstlich erhebt sich Bukový vrch (Buchberg, 424 m n.m.), im Südosten der Grösserberg (408 m n.m.), südlich der Jestřábí vrch (Habichtberg, 507 m n.m.) und der Hradisko (437 m n.m.) mit der Burgruine Kaltenštejn, im Südwesten die Píšťala (Pfeifferstein, 447 m n.m.) sowie nordwestlich die Boží hora (527 m n.m.) und der Borový vrch (Kienberg, 476 m n.m.).
Nachbarorte sind Černá Voda im Norden, Rokliny und Nová Červená Voda im Nordosten, Supíkovice im Osten, Písečná und Česká Ves im Südosten sowie Staré Podhradí im Südwesten. 

## Geschichte
Die Siedlung Neu-Kaldenstein wurde 1802 durch den Besitzer der rittermäßigen Erbscholtisei Schwarzwasser Johann Tschirsch auf den Scholtiseiwiesen gegründet und nach der Burgruine Kaldenstein benannt. Neu-Kaldenstein war – außer dem Anteil an Schwarzwasser – das einzige Dorf der Schwarzwasseraner Scholtisei. Nachfolgende Besitzer waren Johann Staffin, Josef Hohlbaum und schließlich Johann Nepomuk Oehl. 
Im Jahre 1836 bestand Neu-Kaldenstein aus 52 verstreuten Häusern am Hagefluss, in denen 389 deutschsprachige Personen lebten. Haupterwerbsquellen waren geringer Feldbau, die Spinnerei und der Tagelohn. Pfarr- und Schulort war Alt Rothwasser. Bis zur Mitte des 19. Jahrhunderts blieb Neu-Kaldenstein der Scholtisei Schwarzwasser untertänig.
Nach der Aufhebung der Patrimonialherrschaften bildete Neu-Kaltenstein ab 1849 einen Ortsteil der Gemeinde Schwarzwasser im Gerichtsbezirk Weidenau. Ab 1869 gehörte das Dorf zum Bezirk Freiwaldau. Seit den 1870er Jahren wurde die Region durch den Abbau und die Verarbeitung von Friedeberger Granit und Marmor zu einem Zentrum der Steinbearbeitung. Zum Ende des 19. Jahrhunderts wurde der tschechische Ortsname Nový Kaltštein eingeführt, der 1924 in Nový Kaltštejn abgeändert wurde. Im Jahre 1900 hatte Neukaltenstein 316 Einwohner und bestand aus 50 Häusern. Beim Zensus von 1921 lebten in den 49 Häusern von Neu-Kaltenstein 259 Personen, darunter 257 Deutsche. 1930 hatte Neu-Kaltenstein 234 Einwohner. Nach dem Münchner Abkommen wurde das Dorf 1938 dem Deutschen Reich zugesprochen und gehörte bis 1945 zum Landkreis Freiwaldau. Nach dem Ende des Zweiten Weltkrieges kam Nový Kaltštejn zur Tschechoslowakei zurück; die meisten der deutschsprachigen Bewohner wurden 1945/46 vertrieben. Ein Teil der Häuser wurde später abgerissen. 1948 erfolgte die Umbenennung in Nové Podhradí. Bei der Gebietsreform von 1960 wurde der Okres Jeseník aufgehoben und Nové Podhradí in den Okres Šumperk eingegliedert. 1961 verlor Nové Podhradí den Status eines Ortsteils von Černá Voda. Seit 1996 gehört Nové Podhradí wieder zum Okres Jeseník. Beim Zensus von 2001 lebten in dem Dorf 57 Personen.

## Ortsgliederung
Die Grundsiedlungseinheit Nové Podhradí ist Teil des Katastralbezirkes Černá Voda.

## Sehenswürdigkeiten
- Burgruine Kaltenštejn, Kulturdenkmal
- Naturdenkmal Píšťala, Granodioritfelsen mit Felsschalen auf dem gleichnamigen Hügel